# FAR70B
ARROWS Tab Wi-Fi FAR70B（アローズ タブ ワイファイ エフエーアール ナナゼロビー）は、富士通によって開発された、Androidベースのタブレット型端末である。

## 概要
FAR75A/FAR70Aの後継で、ARROWS Tab F-05EからNTTドコモに関係するアプリとNOTTV受信機能とLTE/3G通信機能を省略したものとなる。これ以外はF-05Eとほぼ同じ機能となる。

## 歴史
- 2013年2月1日 - 富士通より発表。
- 2013年2月15日 - 発売開始